# Секула, Джон
Джон Секула (англ. John Sekula; 14 января 1969, Кливленд, Огайо — 28 октября 2010, там же) — американский музыкант и бывший гитарист альтернативной метал группы Mushroomhead.

## Биография
Также известный как J.J. Righteous, Секула носил маску тролля. Джон был заменён Марко «Bronson» Вукчевичем в конце 1990-х. Секула также играл в группах State of Conciction и Unified Culture, созданных вокалистом Mushroomhead Джэйсоном Попсоном.

## Смерть
Джон скончался от обширной сердечной недостаточности 28 октября 2010 года в возрасте 41 года.

## Дискография

### Mushroomhead
- Mushroomhead — 1995
- Superbuick — 1996
- Remix — 1997
- M3 — 1999
- Remix 2000 — 2000
- XX — 2001